# جيرالد دوريل
جيرالد دوريل (بالإنجليزية: Gerald Durrell) مواليد 7 يناير 1925 في جمشيدبور، الراج البريطاني - الوفاة 30 يناير 1995 في ساينت هيلير، هو عالم طبيعة بريطاني.
كان جيرالد مالكولم دوريل حارس حديقة ومؤلفا ومقدم برامج تلفزيونية. أسس ما يعرف الآن بصندوق دوريل للحياة البرية ومحمية دوريل للحياة البرية على قناة جزيرة جيرسي في عام 1959. وكتب عددًا من الكتب التي اعتمدت على حياته كمجمِّع حيواني ومتحمس وكان أكثر كتبه شهرة هو كتاب «عائلتي وحيوانات أخرى». وهو الأخ الأصغر للروائي لورانس دوريل.

## النشأة والتعليم
ولد دوريل في جمشيدبور بالهند في 7 يناير 1925. وكان الطفل الخامس والأخير لـ(لويزا فلورانس ديكسي) و(لورانس صامويل دوريل)، وكلاهما ولدا في الهند وهم من أصول إنجليزية وأيرلندية. كان والد دوريل مهندسًا بريطانيًا، وكما كان شائعاً في ذلك الوقت، فقد أمضى الطفل دوريل معظم وقته بصحبة آية (مربية). وقد أورد دوريل زيارته الأولى إلى حديقة حيوان في الهند وعزا حبه الدائم للحيوان إلى ذلك اللقاء.
انتقلت العائلة إلى بريطانيا قبيل وفاة والده في عام 1928 واستقرت في منطقة نوروود العليا في كريستال بالاس في جنوب لندن. التحق دوريل بمدرسة ويكوود، لكنه بقي في المنزل متظاهراً بالمرض. درس في مدرسة سانت جوزيف نورث بوينت دارجيلنغ.

## لندن وحديقة حيوان ويبسنيد
انتقل دوريل ووالدته ووشقيقه ليسلي وخادمتهم اليونانية ماريا كوندوس إلى بريطانيا في عام 1939 عند اندلاع الحرب العالمية الثانية. وكان من الصعب العثور على وظيفة في أيام الحرب وسنوات ما بعد الحرب، خاصة بالنسبة للشباب، لكنه عمل مساعدًا في حوض للسمك ومتجر للحيوانات الأليفة. وقد واجه بعض الصعوبات في هذه الفترة في فيليه أوف بلايس.
استُدعي للخدمة العسكرية في عام 1943، لكنه استُثني منها لأسباب طبية، وطُلب منه خدمة المجهود الحربي من خلال العمل في مزرعة. بعد الحرب، انضم إلى حديقة حيوانات ويبسنيد كحارس صغير أو مبتدئ. حققت هذه الخطوة حلمًا دائمًا.

## حملات الحيوانات المبكرة
غادر دوريل حديقة حيوانات ويبسنيد في مايو 1946 من أجل الانضمام للحياة البرية، لكنه حرم من مكانه في الرحلات بسبب افتقاره للخبرة. بدأت حملات دوريل للحياة البرية في رحلة عام 1947 إلى الكاميرون البريطاني (الآن جزء من الكاميرون) مع عالم الطيور جون يالاند، بتمويل قدره 3,000 جنيه استرليني من والده بمناسبة وصوله إلى عمر 21 عامًا. وقد بِيعت جميع الحيوانات التي جلبها إلى حديقة حيوان لندن وحديقة حيوان تشيستر وحديقة حيوان بينتون وحديقة حيوان بريستول وحديقة حيوان بيلي فوي (مانشستر). وتابع مثل هذه الرحلات عدة عقود، وخلال ذلك الوقت أصبح مشهورًا لعمله في الحفاظ على الحياة البرية.

## تأسيس حديقة حيوان جيرسي
جعل نشر كتاب عائلتي وحيوانات أخرى عام 1956 من دوريل مؤلفًا بارزًا وجلب له اعترافًا عامًا كعالم مختص بالطبيعة. وقد أسهمت عوائد الملكية الفكرية لهذا الكتاب الذي دخل قوائم الكتب الأكثر مبيعا في المملكة المتحدة، في تمويل الحملة التالية لدوريل.
شعر دوريل بخيبة أمل متزايدة من طريقة حدائق الحيوان في ذلك الوقت، لأنه كان مؤمنًا بأن حدائق الحيوان يجب أن تعمل في المقام الأول كحاميات أو محميات ومجدِّدات للأنواع المهددة بالانقراض، مما جعله يتأمل في تأسيس حديقة الحيوان الخاصة به. وقد كانت رحلته عام 1957 إلى الكاميرون للمرة الثالثة والأخيرة بالدرجة الأولى هي لجمع الحيوانات التي تشكل المجموعة الأساسية لحديقة الحيوان الخاصة به.
صُوّرت هذه الحملة أيضًا، فقد كانت أول تجربة لدوريل بعمل سجل سينمائي لعمله مع الحيوانات. جعل نجاح فيلم (To Bafut with Beagles)، مع برنامجه الإذاعي (Encounters with Animals)، جعل دوريل منتظمًا مع وحدة التاريخ الطبيعي في البي بي سي لعقود لاحقة، بالإضافة إلى توفير الأموال اللازمة لمشاريع دوريل في المحافظة على الحيوانات.
عند عودته من بافوت في الكاميرون، بقي دوريل وزوجته جاكي مع شقيقته (مارجريت) في منزلها في منتجع بورنموث على شاطئ البحر. آوى حيواناته في حدائقها ومرآبها بصورة مؤقتة، بينما سعى دوريل لمواقع محتملة لحديقة حيوان. وقد أحزنه رفض بلدية بورنموث وبلدية بول اقتراحه بتأسيس حديقة حيوانات. وقد قدمت له هذه التجربة مادة لكتابه (A Zoo in My Luggage).

## وصلات خارجية
- أعمال بواسطة جيرالد دوريل في المكتبة المفتوحة على أرشيف الإنترنت
- دوريل لحماية الحياة البرية
- TIME magazine report of Durrell's 1973 tour على موقع واي باك مشين (نسخة محفوظة 30 سبتمبر 2007)
- بي بي سي قاعدة البيانات[وصلة مكسورة] من جيرالد دوريل
- جيرالد دوريل قاعدة بيانات الأفلام على BFI
- جيرالد دوريل على موقع IMDb (الإنجليزية)
- جيرالد دوريل على موقع إن إن دي بي (الإنجليزية)
- جيرالد دوريل على موقع قاعدة بيانات الفيلم (الإنجليزية)
- تعريف جورج Cansdale
- جيرالد دوريل ظهور هذه هي حياتك